# کلود لپلی
کلود لپلی (انگلیسی: Claude Lepelley؛ ۸ فوریه ۱۹۳۴ – ۳۱ ژانویهٔ ۲۰۱۵) مورخ، و استاد دانشگاه در زمینه دوران باستان متأخر اهل فرانسه بود.